# Jacinto de Salas y Quiroga
Jacinto de Salas y Quiroga (La Coruña, 14 de febrero de 1813 - Madrid, 1849) fue un escritor español del romanticismo. 

## Biografía
Comenzó sus estudios en La Coruña y Madrid. Tras quedar huérfano, pasó a Burdeos con la familia Cabarrús.
En mayo de 1830 emigró a América, estableciéndose en Lima, donde publica sus primeros poemas.
En 1832 visita Inglaterra y Francia, y vuelve a Madrid, donde se incorpora al Ateneo.
Publicó en El Artista y fundó No me Olvides, importante revista poética, que contó con colaboraciones de José Zorrilla, Nicomedes Pastor Díaz, José de Espronceda, Gil y Carrasco y Ramón de Campoamor.
El prólogo de su libro Poesías, de 1834, está considerado como el manifiesto de la poesía romántica española:

... el fundamento del genio, y sobre todo del genio poético, es la libertad (...)
Yo quisiera que el poeta, menos sujeto a reglas y más observador de la naturaleza, no caminase siempre por el sendero que han trazado sus mayores. (...)
Byron hizo bien, y no hizo como manda Boileau; Víctor Hugo tiene rasgos sublimes en sus obras, y no conoce más ley ni más barrera que su imaginación. Si mi alma se eleva al leer sus escritos, si lloro y río a su albedrío, si, en mi entusiasmo, no puedo menos de mirarlos como a dioses, si los admiro, si envidio su saber, ¿qué me importa que los legisladores que les han precedido hagan crímenes sus bellezas, que no alcanzaron tal vez ni a concebir?
Terribles son a veces estas, lo confieso; pero no por eso dejan de ser bellezas. Terrible es la vista del Niágara, terrible el cráter del Vesubio, terrible el selvático país del bardo del Norte, y el alma fuerte que los contempla, se electriza, olvida la tierra por un momento, y aun se siente elevar cuando los nombra, como dice Heredia. (...)
Jóvenes españoles, unámonos todos; cantemos acompañados de la misma lira; pidamos fuego, no al mentido dios de los paganos, sí al ángel tutelar de la patria...
Poesías, Prólogo.

En 1839 pasó cinco meses en Puerto Rico, recorriendo las Antillas en una comisión oficial. En su viaje a Cuba, documentó la experiencia de sus trayectos en ferrocarril: "noté menor velocidad que la que otras veces había experimentado en Inglaterra». «Apenas andábamos cuatro leguas españolas por hora».
De vuelta en Madrid, fundó La Revista del Progreso.

## Obras
- Poesías (1834)[3]
- Claudia : drama en tres actos (1834)[4]
- Viages, isla de Cuba (1840)[5]
- Mis consuelos, libro de poemas
- El Dios del siglo, novela (1848)